# 浦东新区法规
浦东新区法规，是由第十三届全国人民代表大会常务委员会授权上海市人民代表大会及其常务委员会制定、并在浦东新区实施的法规。

## 背景
2020年11月12日，中共中央總書記习近平在浦东开发开放30周年庆祝大会上表示，将赋予浦东改革开放新的重大任务，要求浦东成为更高水平改革开放的开路先锋、全面建设社会主义现代化国家的排头兵、彰显“四个自信”的实践范例。2021年4月，中共中央、中华人民共和国国务院印发《关于支持浦东新区高水平改革开放打造社会主义现代化建设引领区的意见》，支持浦東新區創建社会主义现代化建设引领区，并于当年7月正式对公众公布。该《意见》提出，拟建立完善与支持浦东大胆试、大胆闯、自主改相适应的法治保障体系，拟比照经济特区法规，授权上海市人民代表大会及其常务委员会立足浦东改革创新实践需要，遵循宪法规定以及法律和行政法规基本原则，制定法规，可以对法律、行政法规、部门规章等作变通规定，在浦东实施。

## 立法授权
2021年5月，上海市人民政府向中华人民共和国国务院报送请示称，建议国务院向全国人大常委会报送提请审议关于支持浦东新区高水平改革开放加强法治保障的相关议案。中华人民共和国司法部起草了《关于授权上海市人民代表大会及其常务委员会制定浦东新区法规的决定（草案）》，经过国务院同意，并由国务院提请全国人民代表大会常务委员会审议。2021年6月8日，第十三届全国人民代表大会常务委员会第二十九次会议对该草案进行了分组审议，全国人民代表大会宪法和法律委员会逐条研究了常委会组成人员的审议意见，做出了个别文字更改。
6月10日，该决定获常委会表决通过，并于当日实施。该决定授权了上海市人民代表大会及其常务委员会根据浦东改革创新实践需要，遵循宪法规定以及法律和行政法规基本原则，制定浦东新区法规，在浦东新区实施；该决定要求，根据该决定制定的浦东新区法规，应当依照 《中华人民共和国立法法》的有关规定分别报全国人民代表大会常务委员会和国务院备案，报送备案时应说明对法律、行政法规、部门规章作出变通规定的情况。
2021年6月23日，上海市人民代表大会常务委员会全票通过并公布了《上海市人民代表大会常务委员会关于加强浦东新区高水平改革开放法治保障制定浦东新区法规的决定》，承接全国人大授权，填补上海市现有地方法规制度有关浦东新区法规的空白，并就上海市、浦东新区两级人大和政府参与浦东新区法规立法及先行制定管理措施等立法保障工作做出原则性规定。2021年7月29日，浦东新区人民代表大会常务委员会通过了《关于打造社会主义现代化建设引领区加强浦东新区高水平改革开放法治保障的决定》，对于浦东新区参与浦东新区法规起草工作及先行制定管理措施等法治保障工作做出原则性规定。

## 立法工作
2021年8月24日，上海市人民代表大会常务委员会发布通告，向社会公开征集立法需求项目。2021年8月27日，上海市人大常委会分别就《上海市浦东新区深化“一业一证”改革规定（草案）》《上海市浦东新区市场主体退出若干规定（草案）》征求公众意见。2021年9月29日，《上海市浦东新区深化“一业一证”改革规定》表决通过。該法规為001号浦东新区法规，也是以浦东新区命名的首部法规。